# 和平盃足球賽
和平盃（英語：Peace Cup）是一項創於2003年每兩年一度供球會參賽的季前友誼足球競賽，由南韓的文明和平足球基金主辦。和平盃初時於南韓舉行並由來自不同洲份及國家的8支球隊一同角逐，並包括主辦單位屬下的城南一和天馬參賽。直到2009年改為由12支球隊參賽並將舉行地方改在西班牙的馬德里及安達魯西亞自治區進行。於2009年8月2日的第四屆決賽在塞维利亚舉行由英超球會阿士東維拉擊敗意甲球會奪標。
2011年比賽沒有舉行。
2012年7月重新舉辦並由德甲汉堡奪標。
2012年10月29日，统一教宣佈由於比賽創辦人逝世比賽停辦。

## 歷史及賽制
自從2003年開始，和平盃侍隔兩年舉行一屆，文明和平足球基金邀請來自世界各地的不同球隊參賽，而南韓的城南一和天馬由於與基金同由统一教贊助而參與每一屆的賽事。
由2003年至2007年，和平盃由8支球隊角逐，分為兩組，每組4隊進行分組賽，每組的獲勝球隊出線決賽，而決賽採用單場定勝負，90分鐘賽和進行加時賽30分鐘，再和則以互射十二碼分高下。而在2009年首次移師西班牙舉行的賽事有12隊參賽，分為4組，每組3隊進行分組賽，每組的獲勝球隊出線淘汰制準決賽，再決出兩隊參加決賽，不設季軍戰。
2011年的競賽雖然馬德里、畢爾包及布宜諾斯艾利斯表示有意主辦，但可能在倫敦、利物浦、曼徹斯特或格拉斯哥舉行；同時亦確定參賽球隊回復8隊的賽制。參賽球隊包括葡萄牙勁旅、衛冕冠軍維拉及城南一和天馬等，但比賽最終沒有舉行。
2012年和平盃重新舉行，但規模大減，只有4隊參賽包括英超、德甲汉堡、荷甲格罗宁根及主隊南韓的城南一和天馬。賽制為首兩場初賽勝方會參加冠軍賽，負方則爭奪季軍，共4場比賽。

## 命名爭議
競賽最初以文明和平足球基金的創辦人文鲜明的名字命名為文明和平盃（Sunmoon Peace Cup），被批評名字帶有太大宗教色彩，主辦單位將名稱改為世界和平國王盃（World Peace King Cup），及開始籌辦首屆賽事。在賽事展開前，亞洲足球協會警告含「世界」一詞的足球競賽是由國際足協專用，而含「國王」一詞的足球競賽只可由一個王國舉辦。

## 獎金
由2003年到2007年，競賽的冠軍球隊可以獲得約200萬歐元的獎金，而亞軍則可獲得50萬歐元。2009年的冠軍可得200萬歐元，亞軍100萬歐元，而季軍及殿軍各得50萬歐元。

## 賽績

### 歷屆成績摘要
| 年度   | 決賽   | 決賽                    | 決賽         |
| 年度   | 冠軍   | 比數                    | 亞軍         |
| ------ | ------ | ----------------------- | ------------ |
| 2003年 | 荷兰   | 1–0                     | 里昂         |
| 2005年 | 英格兰 | 3–1                     | 里昂         |
| 2007年 | 里昂   | 1–0                     | 英格兰       |
| 2009年 | 英格兰 | 0–0 （aet） （pen 4–3） | 義大利       |
| 2012年 | 汉堡   | 1–0                     | 城南一和天馬 |

### 成績榜
| 球隊   | 冠軍        | 亞軍                |
| ------ | ----------- | ------------------- |
| 里昂   | 1（2007年） | 2（2003年、2005年） |
| 英格兰 | 1（2009年） | 0                   |
| 英格兰 | 1（2005年） | 0                   |
| 荷兰   | 1（2003年） | 0                   |
| 英格兰 | 0           | 1（2007年）         |
| 義大利 | 0           | 1（2009年）         |

## 獎項

### 最有價值球員
每屆參與的傳媒可以投票評選賽事的最佳球員並頒發「金球獎」（Golden ball）給獲獎球員，而第二及第三名球員分別獲頒「銀球獎」（Silver Ball）及「銅球獎」（Bronze Ball）。
| 年度   | 金球        | 銀球       | 銅球        |
| ------ | ----------- | ---------- | ----------- |
| 2003年 | 朴智星      |            |             |
| 2005年 | 羅比·堅尼   | 米度       | 李榮杓      |
| 2007年 | 賓施馬      | 積亞基連倫 | 安歷卡      |
| 2009年 | 艾殊利·楊格 | 浩克       | 馬斯·艾拜頓 |

### 金靴獎
| 年度   | 球員      | 球隊 | 入球 |
| ------ | --------- | ---- | ---- |
| 2003年 | 雲保美    |      | 2    |
| 2005年 | 羅比·堅尼 |      | 4    |
| 2007年 | 卡斯唐    | 里昂 | 2    |
| 2009年 | 浩克      |      | 3    |

## 外部連結
- 和平盃官網